# Al-Hamidiyah
Al Hamidiyah is een plaats in het Syrische gouvernement Tartus en telt 8000 inwoners (2008).